# Heteroscada yanina
Heteroscada yanina är en fjärilsart som beskrevs av William Chapman Hewitson 1856. Heteroscada yanina ingår i släktet Heteroscada och familjen praktfjärilar. Inga underarter finns listade i Catalogue of Life.